# Seigneurie de Batiscan
Pour les articles homonymes, voir Batiscan (homonymie).

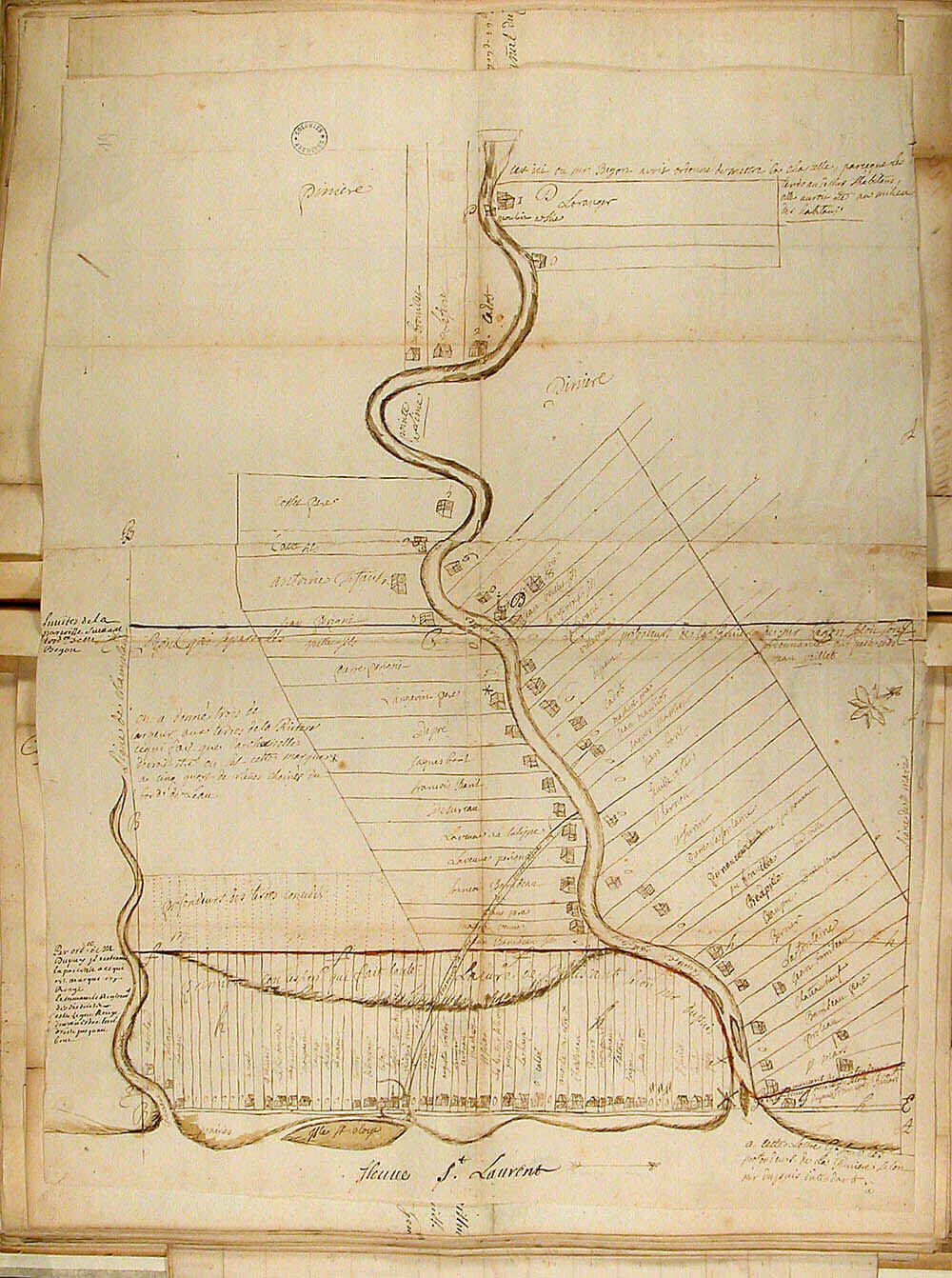
Plan cadastral de Batiscan, 1725

La seigneurie de Batiscan était située sur la rive nord du fleuve Saint-Laurent, entre l'embouchure de la rivière Batiscan et de la rivière Champlain, en Mauricie, au Québec. Concédée en 1639 aux Jésuites, la colonisation de cette seigneurie a débuté en 1666 (après une première attribution de lots aux censitaires en 1665). Le territoire de la seigneurie de Batiscan comportait 1/2 lieu de front sur le fleuve Saint-Laurent (entre la rivière Champlain et la rivière Batiscan) par 20 lieues de profondeur. Ainsi, la limite nord de la seigneurie excédait la rivière Saint-Maurice. Elle était ainsi la plus profonde du régime seigneurial de la Nouvelle-France. La seigneurie de Batiscan est devenue le fief le plus populeux du gouvernement des Trois-Rivières dès la fin du XVIIe siècle.
Le territoire batiscanais se rattache « au climat continental à hiver froid » où domine un hiver long, rigoureux et enneigé. Sur plus de cinq mois, de novembre à avril, la neige recouvre le sol et les cours d'eau sont gelés, forçant le colon des rives du Saint-Laurent, selon Pierre Boucher, dans sa requête au Roi Louis XIV, en 1661 : « à se tapir dans sa chaumière ».
Au XVIIe siècle, la colonisation intensive de la seigneurie se concentre aux basses terres au sud de la moraine de Saint-Narcisse, surtout entre 1665 et 1674, où les Jésuites accordèrent 79 concessions. Au XVIIIe siècle, l'effort de colonisation s'effectue en deux phases plus importantes; 1705 à 1724, puis de 1740 à 1760. La colonisation remontait alors vers le nord dans l'arrière fief, au nord de la moraine de Saint-Narcisse, car les lots au pied de la moraine étaient occupés. Cette nouvelle aire de colonisation constitue aujourd'hui le territoire actuel de Saint-Stanislas dont les registres d'état civil s'ouvrent en 1787. Au milieu du XVIIIe siècle (à la fin du régime français), la seigneurie de Batiscan est supplantée en population par les seigneuries au nord du lac Saint-Pierre, soit celle de Yamachiche et de la Rivière-du-Loup.

## Historique

### Concession à Jacques de la Ferté en 1636
Le 15 janvier 1636, la compagnie de la Nouvelle-France a concédé à monsieur de Jacques de La Ferté, abbé de Sainte-Marie-Madeleine de Châteaudun, lui-même membre de la compagnie, un « fief et seigneurie de dix lieues en largeur (environ 32,48 km), sur le bord du grand fleuve Saint-Laurent, sur vingt lieues (environ 64,96 km) en profondeur dans les terres». Ce vaste territoire comprenait approximativement au front sud toute l'étendue entre la rivière des Trois-Rivières et la rivière Batiscan. La profondeur de cette concession était imprécise. L'acte de 1639 concédait aux Jésuites une partie de ce grand territoire pour y établir la Seigneurie de Batiscan.

### Concession aux Jésuites en 1639
Le territoire de la seigneurie de Batiscan a été concédé aux Jésuites par un acte notarié du 13 mars 1639, par leur protecteur de France, « Messire Jacques de La Ferté prestre, conseiller, aumosnier ordinaire du Roy, abbé de Ste Magdeleine de Châteaudun, chantre et chanoine de la Sainte Chapelle du Palais Royal à Paris».
Ce contrat de concession, paraphé devant Hervé Bergeron et Hyerosme Cousin, notaires au Chatelet de Paris, stipulait « un espace de terre qui est depuis la rivière Batiscan jusques à la rivière Champlain, quart de lieueau-deça et quart de lieu au-delà… pour en jouir en plein fief foy et hommage, haute, moyenne et basse justice… et lorsque le dit espace de terre sera cultivé seront tenus lesdits Pères de donner au dit sieur abbé et ses héritiers une croix d’argent de valeur de soixante sols tournois et de vingt ans en vingt ans pour reconnaissance, sans qu’iceux Pères puissent estre reçus à sa foy et hommage pour le dit fief si elle est deus au dit seigneur, attendu qu’il ne peut faire qu’il n’y a personne dans ce pays pour satisfaire pour le dit sieur de la Madeleine… »
Déjà établis à Trois-Rivières depuis 1634, les Jésuites étaient familiers avec le territoire de la Basse-Batiscanie (surtout en bordure du fleuve), notamment le site de Champlain où les  missionnaires jésuites côtoyaient des amérindiens qui y étaient établis. En obtenant la concession de cette seigneurie, les Jésuites avait à priori un objectif d'évangélisation des amérindiens.
Affairés à leur mission apostolique de Trois-Rivières, craignant les attaques iroquoises, et en manque de ressources, les Jésuites retardèrent la mise en exploitation de la Seigneurie de Batiscan. En 1651, Jésuites se firent concéder la Seigneurie du Cap-de-la-Madeleine qui s’est peuplée rapidement, étant à proximité de Trois-Rivières. Ainsi, les Jésuites se prétendaient en droit d'exploiter la rive nord du Fleuve entre la rivière de Trois-Rivières et la Batiscan. Toutefois, leurs droits sur le territoire de la future Seigneurie de Champlain a été rétrocédé au domaine du Roy par décret de 1663, n'ayant point encore été exploité.
Compte tenu de la rétrocession de 1663 d'une partie de leurs droits territoriaux et la concession de nombreux petits fiefs sur la rive nord du fleuve, les Jésuites se voyaient à risque de perdre leur droit d’exploitation de la seigneurie de Batiscan. Dans ces circonstances, les Jésuites mandatèrent le frère coadjuteur François Malherbe de prendre officiellement possession, de la seigneurie de Batiscan, en paraphant un acte avec le notaire Laurent du Portail, procureur fiscal des Jésuites au Cap-de-la-Madeleine, et en délimitant le territoire.
Le dit acte notarié fait un rappel du contrat de concession du 13 mars 1639 accordé aux Jésuites et définit plus précisément le territoire de la seigneurie. Le rédacteur de l'acte écrit « s’être transporté sur ledit lieu avec le sieur Saule (sic) Boivin lequel, en notre présence, a arpenté les dites terres et autour d’ycelles coupé de gros arbres et borné en d’autres arbres de grandes Croix faites le long d’iceux avec des haches… Et à l’égard du Frère Malherbe, a fait plusieurs bons actes de possession, arrachant des herbes et jetant des pierres, enfin ainsi qu’un vrai possesseur a accoutumé de faire. Et dont et de tout ce que dessus il nous a requis acte que nous lui avons octroyé pour lui servir et valoir ainsi que de raison… » Guillaume de La Rue et Adrien Guillot, deux citoyens du Cap, furent les témoins à l'acte.
Dans le Bas-Canada, le régime seigneurial a été aboli le 18 décembre 1854.

### Seigneurie de Champlain
La Seigneurie de Champlain, connexe à l'ouest à la Seigneurie de Batiscan, a été concédée le 8 août 1664 et le nouveau seigneur Pézard de La Touche érigea aussitôt un manoir seigneurial, sur la pointe située à l’embouchure de la rivière Champlain. Il fait aussi construire une petite chapelle pour desservir plusieurs familles de colons déjà établis dans ce secteur. Le seigneur des terres désignés "Latouche Champlain", Estienne Pezard s'attribue en 1664 les droits sur deux domaines et concède 34 lots de terres en 1664 et 1665.

### Tremblement de terre de 1663
Selon des comptes rendus du terrible tremblement de terre du 5 février 1663, des amérindiens et quelques français vivaient alors dans la Seigneurie de Batiscan. Ce tremblement de terre aurait modifié significativement le relief dans la Batiscanie notamment la disparition de saults dans la rivière Batiscan, l'émergence de nouveaux rochers, l'aplanissement de certaines montagnes, des fissures majeures dans le sol...
Le fonds d'archives de la seigneurie de Batiscan 1677-1823 est conservé au centre d'archives de Montréal de Bibliothèque et Archives nationales du Québec.

## Concessions aux censitaires

### Vallée du Saint-Laurent

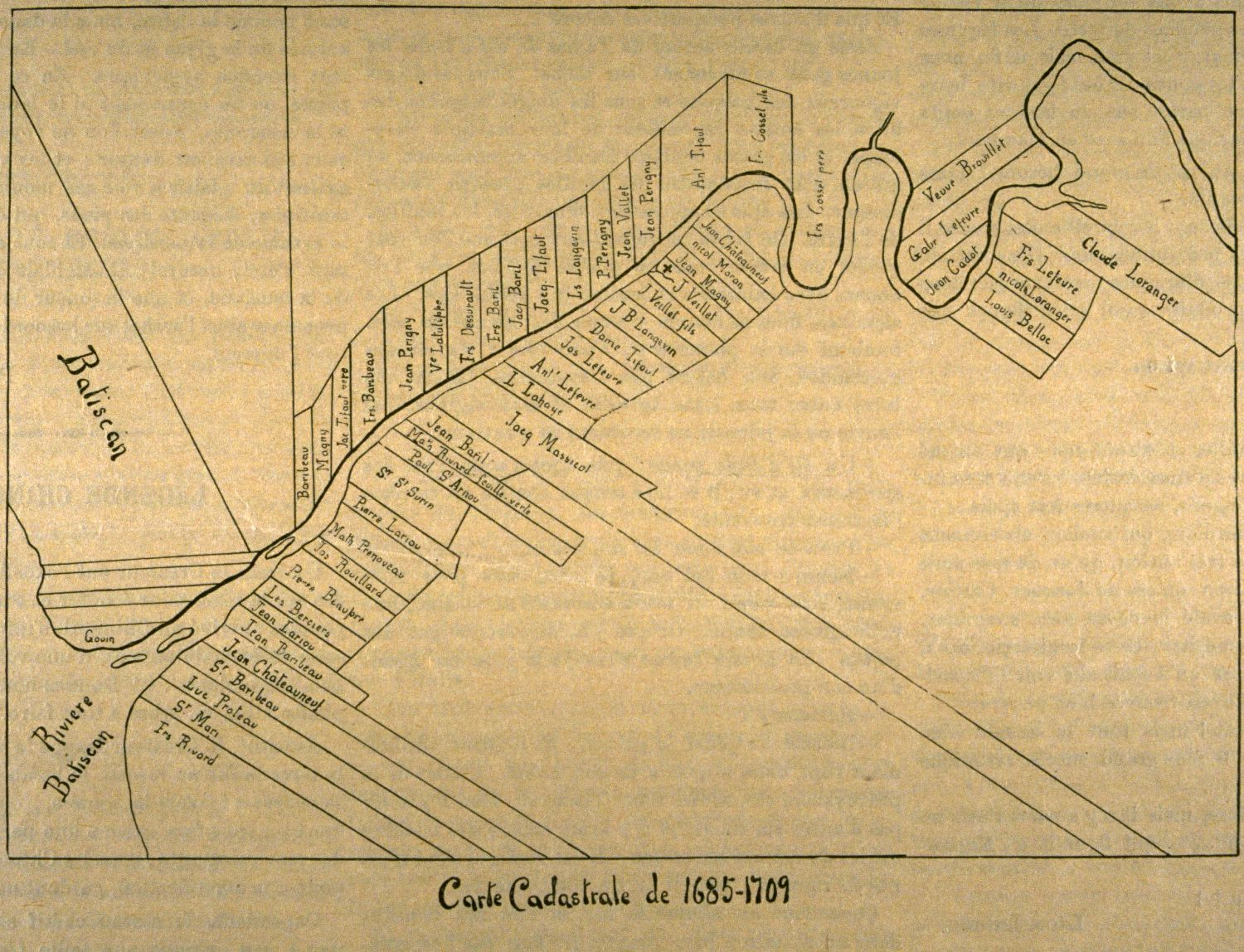
Sainte-Geneviève de Batiscan
Carte cadastrale de 1685-1709

En 1665, les Jésuites concédèrent les premiers lots de la seigneurie à Batiscan dans le premier rang sur le bord du fleuve, entre la rivière Champlain et la rivière Batiscan. De mars 1666 à mai 1667, soixante concessions sont attribuées aux censitaires sur la rive-nord du fleuve Saint-Laurent. Dès la fin du XVIIe siècle, les concessions de lot sont attribuées aux censitaires en remontant la rivière Batiscan, sur la rive est. Parfois, les emplacements de lots sont assignés officieusement ou occupés à l'initiative des pionniers, sans contrat notarié ; la situation se normalisait quelques années plus tard par une concession officielle. Plusieurs concessions étaient attribués aux ex-militaires qui étaient dispensées des obligations usuelles dues aux seigneurs.
Puis les lots sont concédés sur les rives de la rivière Champlain, de la rivière à la Lime et finalement dans la haute-vallée de la rivière à Veillet. Avec l'expansion de la colonisation, les autorités ouvraient d'autres rangs à la colonisation, en arrière des premiers, en s'éloignant des rivières. Dans la seigneurie de Batiscan, les trois aires propices à l'agriculture étaient : la vallée près du fleuve, la haute vallée de la rivière à Veillet et au nord de la moraine.
Un hameau se forma aux alentours de l'embouchure de la rivière à Veillet pour devenir au XIXe siècle le village de Sainte-Geneviève-de-Batiscan. En 1723, l'intendant Michel Bégon signait une ordonnance autorisant la construction d'une église à Sainte-Geneviève-de-Batiscan, sur un lopin de terre appartenant à Jean Veillet, ancêtre de tous les Veillet/te d'Amérique.

### Moraine de Saint-Narcisse
La colonisation vers le nord se buttait à la chaîne des Laurentides, une ligne de montagnes s'étendant d'est en ouest, en parallèle au fleuve Saint-Laurent, généralement entre 12 et 15 km de la rive et à la grande moraine de Saint-Narcisse. Cette moraine couvre les paroisses actuelles de Saint-Narcisse, Saint-Prosper-de-Champlain et continue vers l'est dans le comté de Portneuf. L'aire de la moraine est généralement impropre à l'agriculture et propice à l'exploitation forestière, notamment l'acériculture. La rivière Batiscan descend la moraine par des chutes empêchant la navigation et nécessitant un long portage. À l'est de la rivière Batiscan, la colonisation est empêchée par la Tourbière du Lac à la  Tortue, une importante aire de marécages et de tourbières qui s'étend jusqu'à Sainte-Anne-de-la-Pérade.

### Secteur de la rivière des Envies
Forcés de remonter vers le nord par manque de lots disponibles, les nouveaux censitaires quittent la vallée du Saint-Laurent, la vallée de la rivière à la Lime et la haute-vallée de la rivière à Veillet. Ils franchissent la moraine par le chemin du portage pour s'établir dans le nouveau secteur dit de la "rivière des Envies". Les lots sont concédés successivement vers le nord par les Seigneurs, à partir de la moraine. En 1743, dix concessions sont attribués par les seigneurs à la rivière des Envies.
En 1781, les Jésuites ont érigé un moulin seigneurial près de l'embouchure de la rivière des Envies, à Saint-Stanislas. À cet endroit, la rivière des Envies comportait des chutes plus faciles à harnacher que celles sur la Batiscan. En 1786, une chapelle fut construite à Saint-Stanislas.
Dès le début du régime anglais, la colonisation s'accentua en remontant progressivement la rivière des Envies. En 1833 un premier colon s'établit près du Lac Kapibouska. Une mission catholique, Saint-Juste-de-Kapibouska, fut établie en 1851 et devient le noyau de la future paroisse de Saint-Tite.
En remontant la rivière Batiscan, la colonisation s'arrête à la limite de la Seigneurie de Sainte-Anne-de-la-Pérade, soit aux chutes du Manitou (situées à la limite entre Saint-Adelphe et Saint-Stanislas). Le régime seigneurial prit fin en 1854. Dans les années 1980, la colonisation remontera plus au nord le long de la rivière Batiscan après le cadastrage des rangs dans le territoire actuel de la municipalité de Saint-Adelphe, incluant le rang St-Thomas à Sainte-Thècle.

### Sommaire de la colonisation
De 1666 à 1759, 246 actes de concessions ont été répertoriés dans la Seigneurie de Batiscan. En 1760, la colonisation atteignait 20 km au nord de la rive du fleuve. Les périodes d'attribution des concessions de la Seigneurie de Batiscan sont :
| Périodes  | Nombre de concession | Pourcentage des concessions (%) |
| --------- | -------------------- | ------------------------------- |
| 1665-1674 | 79                   | 32,11 %                         |
| 1675-1704 | 10                   | 4,06 %                          |
| 1705-1724 | 66                   | 26,82 %                         |
| 1725-1739 | 14                   | 5,69 %                          |
| 1740-1759 | 77                   | 31,30 %                         |

En somme, l'attribution des concessions dans la Seigneurie de Batiscan a connu deux périodes faibles et trois périodes plus intensives.